# 圣洛朗洛尔米
圣洛朗洛尔米（法語：Saint-Laurent-Lolmie，法語發音：[sɛ̃ loʁɑ̃ lɔlmi]）是法国洛特省的一个旧市镇，属于卡奥尔区。2018年，圣洛朗洛尔米与临近的2个市镇合并为新市镇凯尔西地区朗杜。

## 地理
圣洛朗洛尔米（44°17'31"N, 1°13'42"E）面积10.81 平方千米，位于法国奧克西塔尼大區洛特省，该省份为法国西南部内陆省份，北起顺时针与科雷兹省、康塔爾省、阿韦龙省、塔恩-加龙省、洛特-加龍省和多尔多涅省接壤。
与圣洛朗洛尔米接壤的市镇（或旧市镇、城区）包括：索沃泰尔、特雷茹勒、白色凯尔西地区蒙屈克、蒙洛赞、圣西普里安、蒙屈克。

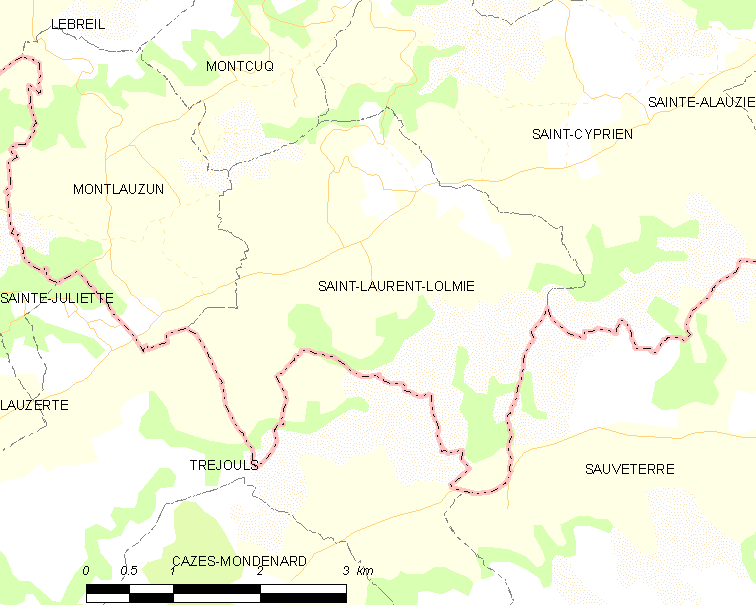
圣洛朗洛尔米的OSM定位图

圣洛朗洛尔米的时区为UTC+01:00、UTC+02:00（夏令时）。

## 行政
圣洛朗洛尔米的邮政编码为46800，INSEE市镇编码为46274。

## 政治
圣洛朗洛尔米所属的省级选区为吕泽什县。

## 人口

1962-2008年间圣洛朗洛尔米人口变化图示

圣洛朗洛尔米于2018年1月1日时的人口数量为180人。